# Forrest Shreve
Forrest Shreve (Easton (Maryland), 8 juli 1878 - Tucson (Arizona), 19 juli 1950) was een Amerikaanse botanicus.
In 1901 behaalde hij zijn B.A. aan de Johns Hopkins University. In 1905 behaalde hij een Ph.D. hij aan deze universiteit. Tussen 1906 en 1908 was hij associate professor in de botanie aan Goucher College. In 1908 verhuisde hij naar Tucson (Arizona) om te werken bij het Desert Laboratory van het Carnegie Institution of Washington. In 1928 kreeg hij hier de leiding over het onderzoek naar de woestijn. In 1945 ging hij met pensioen
Shreve hield zich tussen 1904 en 1908 bezig met floristisch onderzoek van Maryland.Tussen 1905 en 1906 en in 1909 hield hij zich bezig met onderzoek van de bergvegetatie van Jamaica. Hij was hier gestationeerd op het onderzoekstation van de New York Botanical Garden in de Blue Mountains. Vanaf 1908 richtte hij zich op onderzoek naar de woestijnvegetatie. Vanaf 1932 richtte hij zich vooral op floristisch onderzoek van de Sonorawoestijn. Tevens verrichtte hij veldwerk in de Mojavewoestijn, de Chihuahuawoestijn en het Grote Bekken. 
In 1914 publiceerde Shreve A Montane Rain-forest, een boek dat handelt over de fysiologie en de biogeografie van de bergvegetatie van Jamaica. In 1964 werd Vegetation and Flora of the Sonoran Desert postuum gepubliceerd. Dit boek schreef hij in samenwerking met Ira Loren Wiggins. 
In 1915 was Shreve betrokken bij de oprichting van de Ecological Society of America. In 1921 was hij hiervan de voorzitter. 

## Selectie van publicaties
- A Montane Rain-forest (1914)
- The vegetation of a desert mountain range as conditioned by climatic factors (1915)
- 'The Desert Vegetation of North America'; in Botanical Review, volume 8, nummer 4, april 1942
- Vegetation and Flora of the Sonoran Desert (1964, samen met Ira loren Wigins)